# Centrala khoisanspråk
Centrala khoisanspråk eller khoespråk är en språkgrupp i khoisanfamiljen i södra Afrika. Det är omstritt hur nära släkt de olika grenarna av khoisanspråken egentligen är, och de centrala khoisanspråken räknas ibland som en egen familj, då under namnet khoespråk. Det största språket i gruppen är nama.
Gruppen kan delas in i tshu-khwespråk (till exempel kxoe och naro), som framförallt talas i Namibia och Sydafrika, och khoekhoespråk (till exempel nama) som främst återfinns i Kalahariöknen i Botswana och i Zimbabwe. Ibland räknas det tanzaniska sandawe som en egen gren av khoespråken, liksom det utdöda språket kwadi men deras respektive släktskap är omtvistade. Flera av språken är hotade. Sammanlagt omfattar språkfamiljen (sandawe oräknat) omkring 300 000 talare.
Enligt Glottolog ser det språkliga familjeträdet ut sådant:
- Khoe
  - Khoekhoe
    - Nordkhoekhoe
      - Haiǁom-akhoe
      - Nama

    - Sydkhoekhoe
      - Korona
      - Xiri

  - Icke-khoekhoe
    - Östkxoe
      - Shua
      - Tshwa khoe
        - Nordtshwa
        - Sydtshwa

      - Ts'ixa

    - Västkxoe
      - Kxoe-ani
        - Kxoe
        - ||Ani

      - Nato-Ana
        - ||Gana
        - |Gwi
        - Naro
- Kwadi